# 킹스크로스 (뉴사우스웨일스주)

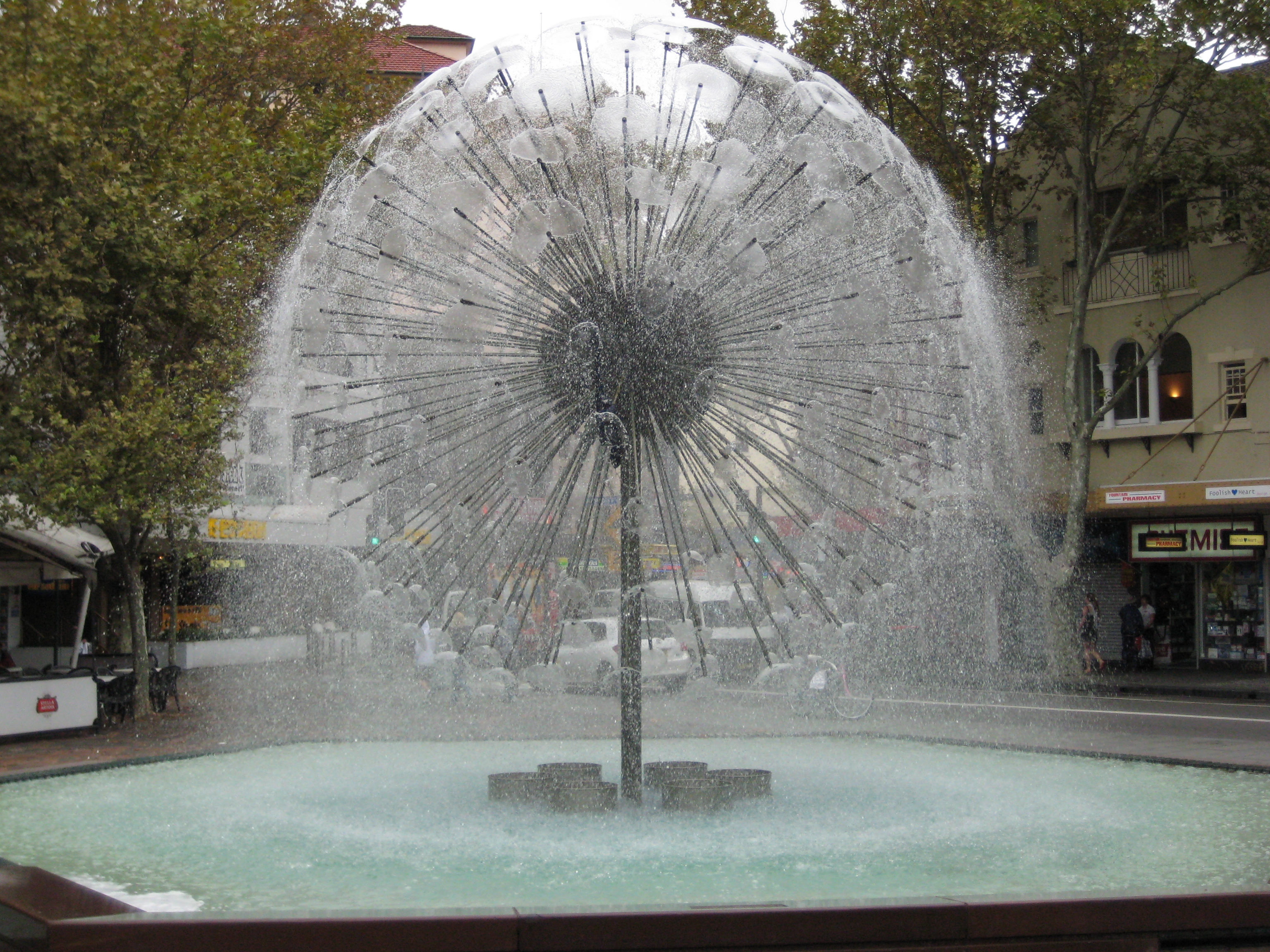
엘 알라메인 분수

킹스크로스(Kings Cross)는 오스트레일리아 시드니 중심 지역이다. 시드니 중심 업무 지구로부터 동쪽으로 약 2킬로미터 지점에 있으며 포트 포인트, 엘리자베스 베이, 달링허스트의 경계에 있다. 이 지역은 2차 세계대전 이후 유흥, 매춘가로 전락하였으며 오늘날에도 술집, 레스토랑, 나이트 클럽, 나체 쇼를 하는 클럽, 성인용 도서를 판매하는 상점 등이 성업하고 있다.

## 위치
윌리엄 스트리트, 달링허스트 로드, 빅토리아 스트리트의 교차점에 있으며 달링허스트 스트리트에 위치한 킹스크로스 기차역에서 엘 알라메인 기념 분수가 있는 지역까지가 시드니 킹스 크로스 지역의 중심부라고 할 수 있다.

## 역사

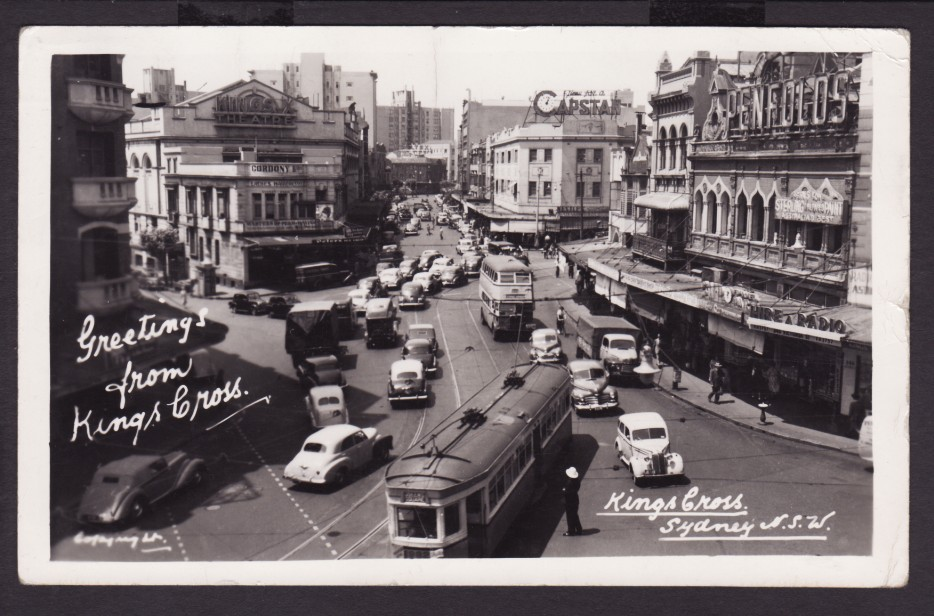
1950년대의 킹스 크로스 지역

이 지역의 본래 이름은 퀸스 크로스(Queens Cross)였으나 1905년 에드워드 7세의 국왕 즉위 후 킹 스트리트에 위치한 퀸스 스퀘어와의 혼동을 이유로 킹스 크로스라고 그 명칭이 바뀌었다.
이 지역은 식민지 시절 가장 큰 풍차가 위치했었으며 당시 고급 주택가가 들어서 있던 거리는 헝가리 출신의 이주자들이 정착할 당시 예술가들을 위한 지역으로 조성되었으나, 현재는 근처 해군 기지를 중심으로 2차 세계대전에 참전했던 귀환병들이 늘어나면서 매춘과 마약이 난무하는 환락가로 탈바꿈하였다.

## 교통
- 시드니 시티 레일의 킹스 크로스 기차역이 위치하고 있다.
- 본다이 방면으로 향하는 버스들이 킹스 크로스 지역을 경유하여 운행하고 있다.

## 주요 볼거리
- 오스트레일리아 최대의 유흥가의 풍경
- 2010년에 임대가 만료되는 코카콜라의 대형 간판
- 피츠로이 정원에 위치한 엘 알라메인 분수